# Große Freiheit (película)
Große Freiheit es una película drama y romance austriaca de 2021 dirigida por Sebastian Meise. En junio de 2021, la película fue seleccionada para competir en la sección Un Certain Regard del Festival de Cine de Cannes de 2021. En Cannes, la película ganó el Premio del Jurado en la sección Un Certain Regard. Ganó el Giraldillo de Oro en el Festival de Cine Europeo de Sevilla. Fue seleccionada como la entrada austriaca a la Mejor Película Internacional en los 94.ª edición de los Premios Óscar, y el 22 de diciembre de 2021, fue preseleccionada para la ceremonia de premiación.

## Sinopsis
La película ambientada en la Alemania posterior a la Segunda Guerra Mundial, se centra en Hans, quien es encarcelado por ser homosexual y desarrolla una relación con su compañero de celda Viktor.

## Reparto
- Franz Rogowski como Hans Hoffmann
- Georg Friedrich como Viktor Kohl
- Anton von Lucke como Leo
- Thomas Prenn como Oskar